# Lutu Roșu
Lutu Roșu – wieś w Rumunii, w okręgu Prahova, w gminie Bertea. W 2011 roku liczyła 167 mieszkańców.